# Andronikos Bryennios Komnenos
Andronikos Bryennios Komnenos (mittelgriechisch Ἀνδρόνικος Βρυέννιος Κομνηνός; * um 1137; † vor 1201/02) war ein byzantinischer Aristokrat und Gouverneur, der zwischen 1186 und 1192 als Thronprätendent gegen Kaiser Isaak II. Angelos auftrat.

## Leben
Andronikos Bryennios Komnenos war ein Sohn des Megas Dux Alexios Bryennios Komnenos und somit ein Angehöriger der Herrscherdynastie der Komnenen. Seine Großeltern väterlicherseits waren der Geschichtsschreiber Nikephoros Bryennios, Kaisar unter Alexios I., und dessen Tochter Anna Komnena. Andronikos hatte einen jüngeren Bruder namens David, über den sonst nichts weiter bekannt ist.
Unter Kaiser Manuel I. trug Andronikos den Titel Pansebastos sebastos. Nach dem Sieg der Byzantiner über die normannischen Invasoren am 7. November 1185 in der Schlacht von Demetritzes wurde er von Isaak II. als Gouverneur (Dux) im kampflos zurückeroberten Thessaloniki eingesetzt.
Zu einem nicht genau datierbaren Zeitpunkt zwischen 1186 und 1192 geriet Andronikos unter Verdacht, gemeinsam mit dem Kaisar Alexios Komnenos einen Putsch gegen Isaak II. vorzubereiten. Alexios wurde in Drama festgenommen und in ein Kloster auf dem Berg Papikion in den Rhodopen verbannt. Andronikos wurde nach Konstantinopel vor den Kaiser gebracht, der ihn trotz seiner Unschuldsbeteuerungen wegen Hochverrats blenden ließ.
Wenig später scheiterte Andronikos’ namentlich nicht bekannter Sohn in Thessaloniki mit einem weiteren Usurpationsversuch.